# Cell Block Tango
«Cell Block Tango» es una canción del musical de Chicago, con música compuesta por John Kander y letras escritas por Fred Ebb.

## Descripción
Presenta a las delincuentes femeninas cantando sobre cómo terminaron en la cárcel. La canción fue originalmente interpretada por Chita Rivera, con Candy Brown, Cheryl Clark, Graciela Daniele, Michon Peacock y Pamela Sousa. «Él se lo merecía» es un estribillo en todo el número, en el que una prisionera describe cómo el hábito de chicle de su hombre la llevó a terminar con la molestia: «Tomé un arma y disparé dos disparos de advertencia, en su cabeza».
En la película de 2002, este número musical es interpretado por Catherine Zeta-Jones (como Velma Kelly), Susan Misner (como Liz), Denise Faye (como Annie), Deidre Goodwin (como June), Ekaterina Chtchelkanova (como Katalin Helinszki apodada la Hunyak) y Mýa (como Mona).

## Inocencia de Hunyak
De todas las 6 asesinas casadas, Hunyak es la única que es inocente, ya que sus palabras se tradujeron del húngaro al inglés:
«¿Qué hago aquí? Dicen que mi famoso amante retuvo a mi esposo mientras yo le cortaba la cabeza. Pero no es verdad. Soy inocente. No sé por qué el Tío Sam dice que lo hice. Intenté explicarlo en comisaría, pero no me entendieron».
Después de que dice «No culpable» en inglés, saca un pañuelo blanco que representa la inocencia.

## Versiones y otros usos
La canción se ha versionado, o se ha utilizado, en varios programas o videos. En el episodio de Glee, «Choke», la canción fue versionada por los personajes principales Santana, Brittany, Mercedes, Sugar y Tina. Hyoyeon de Girls' Generation popularizó la canción en Corea del Sur después de presentarse en el programa de baile Hit the stage. Los niños actores en la producción de Broadway de The Secret Garden representaron el número como parte de un beneficio para el SIDA de 1992 en la ciudad de Nueva York.
Todrick Hall ha parodiado la canción para hacer «Spell Block Tango» usando los a villanos de Disney, Capitán Garfio (como el maestro de ceremonias), Cruella de Vil, La Reina Malvada, Úrsula, Reina de Corazones, Scar (el cual él interpretó), y Maléfica. Hall también parodió la canción como «Cell Black Django» con las celebridades NeNe Leakes (como maestra de ceremonias), Nicki Minaj, Rihanna, Solange Knowles, Beyoncé, la meme de Internet «Sharkeisha» y Mariah Carey.